# Dobsonia peronii
Dobsonia peronii је врста слепог миша из породице великих љиљака (Pteropodidae).

## Распрострањење
Ареал врсте је ограничен на једну државу. Индонезија је једино познато природно станиште врсте.

## Угроженост
Ова врста је наведена као последња брига, јер има широко распрострањење и честа је врста.